# Verwaltungsgliederung Irans

Übersichtskarte zur administrativen Gliederung Irans

Verwaltungsbezirke

Die Verwaltungsgliederung Irans erfolgt in vier Unterebenen.

## Struktur
Die vier Ebenen sind wie folgt:
- Iran ist seit 2010 in 31 Provinzen, die Ostans (persisch استان ostān, Plural ostānhā / استان‌ها) genannt werden, unterteilt. Jeder Provinzverwaltung steht ein Gouverneur, der Ostandar (استاندار ostāndār) genannt wird, vor. Dieser wird vom Innenminister mit Zustimmung des Kabinetts ernannt. → Hauptartikel: Liste der Provinzen Irans

- Die Provinzen untergliedern sich weiter in Verwaltungsbezirke, die Schahrestan (شهرستان / schahrestān, Plural شهرستان‌ها / schahrestānhā) genannt werden.

- Die Verwaltungsbezirke wiederum werden in Kreise, die Bachschs (bachsch / بخش, Plural بخش‌ها / bachschhā) genannt werden, unterteilt.

- Die Kreise sind in Städte (Schahr / شهر) und (ländliche) Gemeinden, die dehestan / دهستان / dehestān, unterteilt.[1][2]

Im Jahr 2006 gab es in Iran 30 Ostans, 336 Schahrestans, 889 Bachschs, 1016 Schahrs und 2400 Dehestans. Am 23. Juni 2010 wurde die Provinz Alborz durch Abtrennung eines Teils der Provinz Teheran gegründet.